# Provincia di Bac Lieu
Bac Lieu (vietnamita: Bạc Liêu) è una provincia del Vietnam, della regione di Delta del Mekong. Occupa una superficie di 2.585,3 km² e ha una popolazione di 829.300 abitanti. 
La capitale provinciale è Bạc Liêu. 

## Distretti
Di questa provincia fanno parte la città di Bạc Liêu e i distretti:
- Dong Hai
- Giá Rai
- Hòa Binh
- Hồng Dân
- Phước Long
- Distretto di Vinh Loi